# Ternant (Charente-Maritime)
Pour les articles homonymes, voir Ternant.
Ternant est une commune du sud-ouest de la France, située dans le département de la Charente-Maritime (région Nouvelle-Aquitaine).
Elle se situe sur la rive gauche de la rivière Boutonne, et jouxte la ville de Saint-Jean-d'Angély.
Ses habitants sont appelés les Ternantais et les Ternantaises.

## Géographie

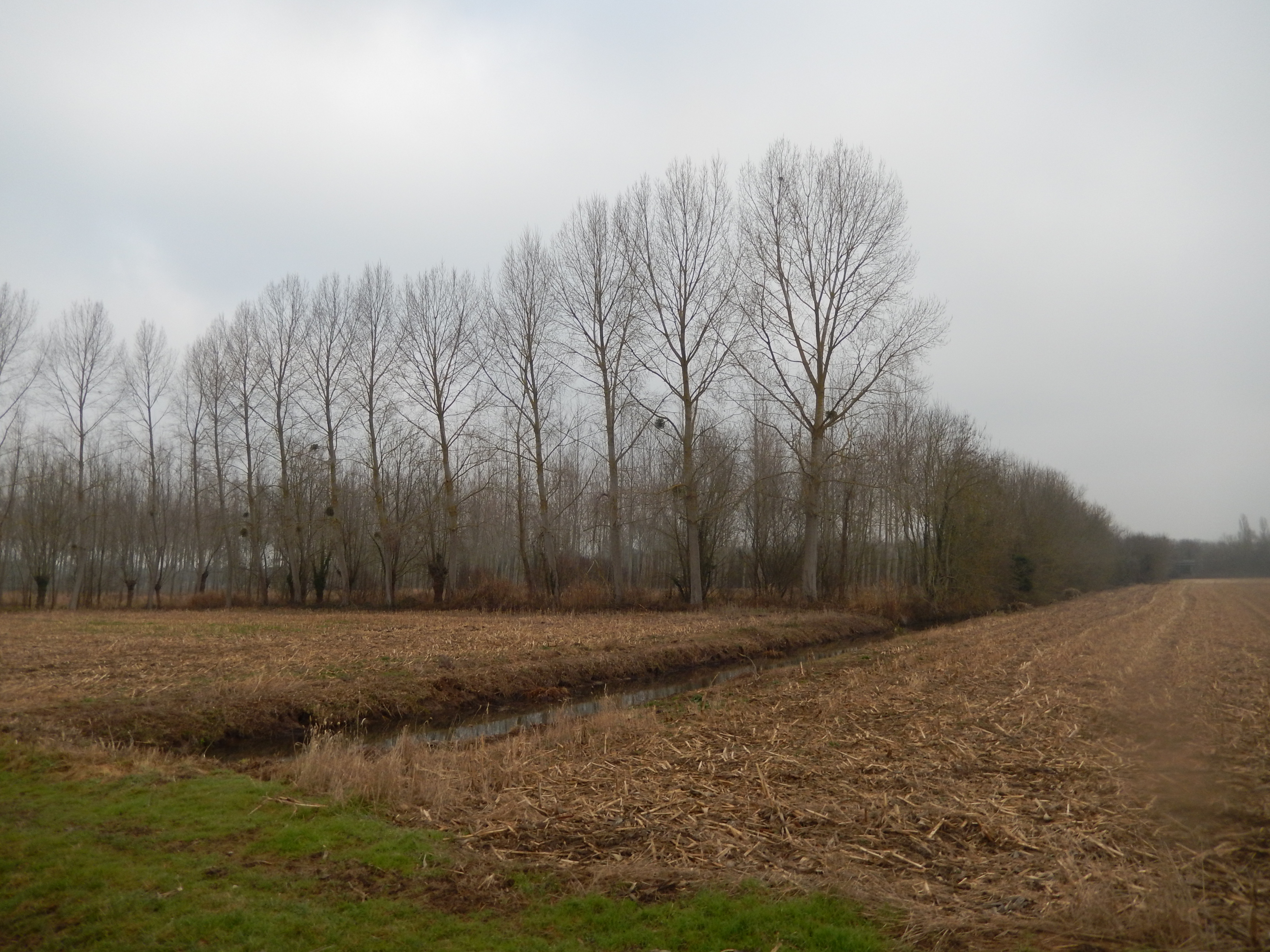
La « prairie » de Ternant.

La commune de Ternant s'étire d'Est en Ouest, le long de la Boutonne qui la délimite au Nord. La route départementale D739E marque la limite Sud, jusqu'au faubourg Taillebourg.
On observe une organisation géographique Nord-Sud de la commune :
- le Sud, légèrement vallonné, et en hauteur par rapport au reste du territoire communal, est constitué de surfaces cultivées (céréaliculture) ;
- sur une ligne centrale, que l'on peut situer à hauteur de la route départementale D218, sont alignés presque tous les hameaux que compte la commune : le Logis, Ternant, Ganochaud, la Sablière, la Cigogne, la partie septentrionale des Granges, la Garousserie (d'Ouest en Est) ;
- au Nord, les terres agricoles principalement des champs de maïs, rencontrent la Boutonne et sont entourées de rangées de peupliers et de petits fossés. Cette étendue, appelée prairie de Ternant, est pratiquement plate.

### Communes limitrophes
|                             | La Vergne |                     |
| Voissay                     | Ternant   | Saint-Jean-d'Angély |
| Bignay (par un quadripoint) | Mazeray   |                     |

## Urbanisme

### Typologie
Au 1er janvier 2024, Ternant est catégorisée petite ville, selon la nouvelle grille communale de densité à 7 niveaux définie par l'Insee en 2022.
Elle appartient à l'unité urbaine de Saint-Jean-d'Angély, une agglomération intra-départementale dont elle est une commune de la banlieue,. Par ailleurs la commune fait partie de l'aire d'attraction de Saint-Jean-d'Angély, dont elle est une commune du pôle principal,. Cette aire, qui regroupe 37 communes, est catégorisée dans les aires de moins de 50 000 habitants,.

### Occupation des sols
L'occupation des sols de la commune, telle qu'elle ressort de la base de données européenne d’occupation biophysique des sols Corine Land Cover (CLC), est marquée par l'importance des territoires agricoles (94,4 % en 2018), en diminution par rapport à 1990 (100 %). La répartition détaillée en 2018 est la suivante : 
terres arables (81,3 %), zones agricoles hétérogènes (13,1 %), zones urbanisées (5,6 %). L'évolution de l’occupation des sols de la commune et de ses infrastructures peut être observée sur les différentes représentations cartographiques du territoire : la carte de Cassini (XVIIIe siècle), la carte d'état-major (1820-1866) et les cartes ou photos aériennes de l'IGN pour la période actuelle (1950 à aujourd'hui).

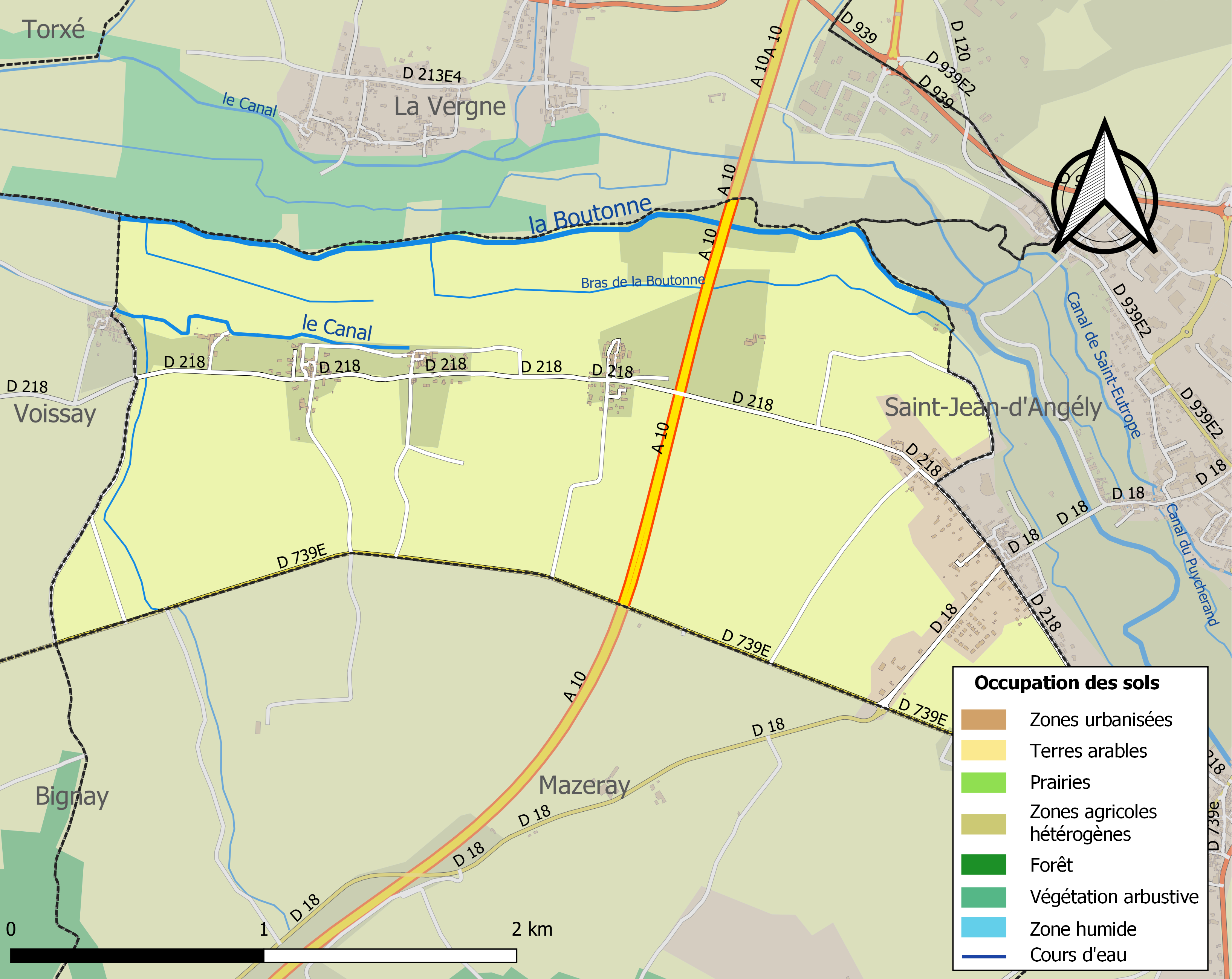
Carte des infrastructures et de l'occupation des sols de la commune en 2018 (CLC).

### Risques majeurs
Le territoire de la commune de Ternant est vulnérable à différents aléas naturels : météorologiques (tempête, orage, neige, grand froid, canicule ou sécheresse), inondations, mouvements de terrains et séisme (sismicité modérée). Il est également exposé à un risque technologique,  le transport de matières dangereuses. Un site publié par le BRGM permet d'évaluer simplement et rapidement les risques d'un bien localisé soit par son adresse soit par le numéro de sa parcelle.

#### Risques naturels
Certaines parties du territoire communal sont susceptibles d’être affectées par le risque d’inondation par débordement de cours d'eau, notamment la Boutonne et le Canal. La commune a été reconnue en état de catastrophe naturelle au titre des dommages causés par les inondations et coulées de boue survenues en 1982, 1999 et 2010,.

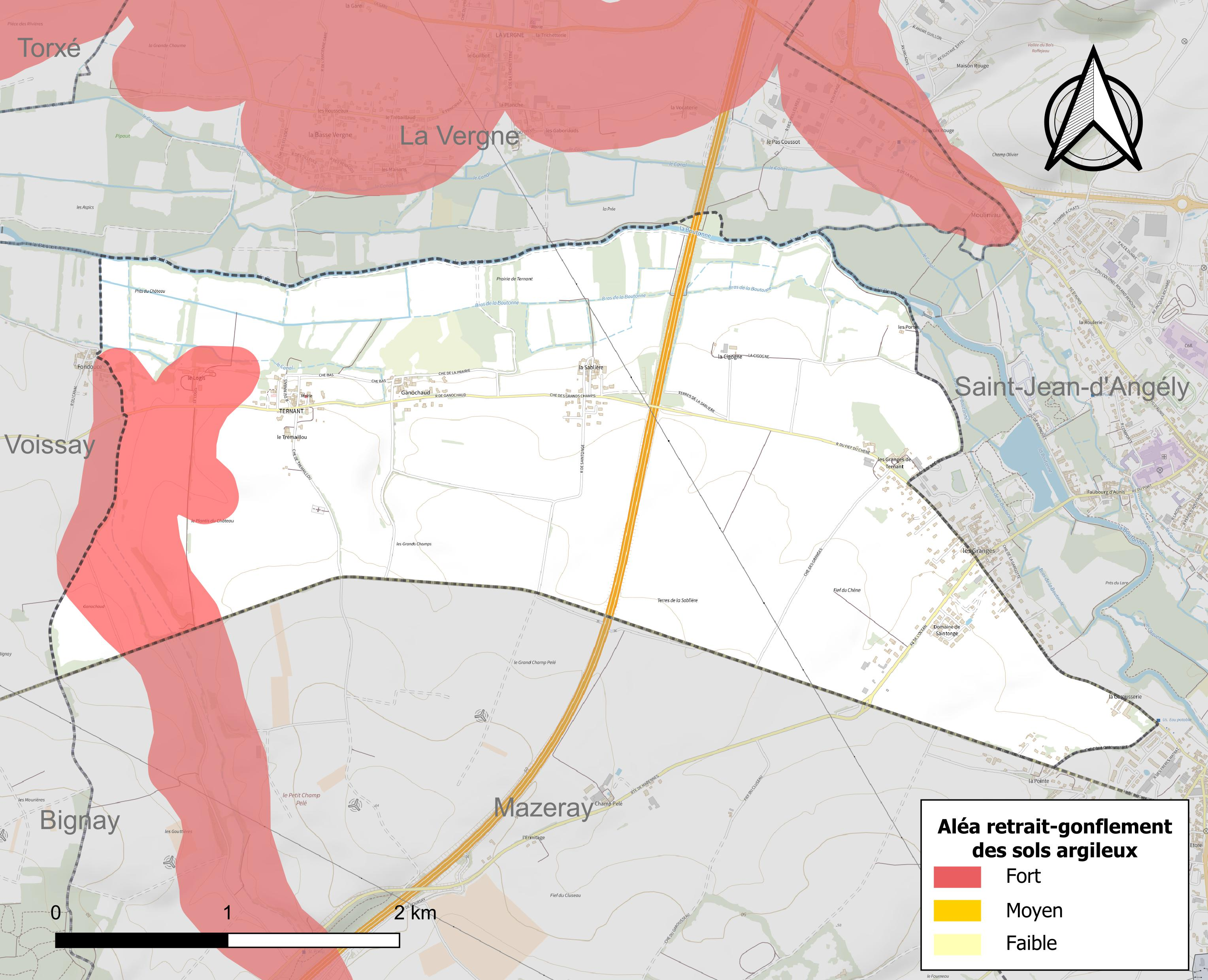
Carte des zones d'aléa retrait-gonflement des sols argileux de Ternant.

Les mouvements de terrains susceptibles de se produire sur la commune sont des tassements différentiels.
Le retrait-gonflement des sols argileux est susceptible d'engendrer des dommages importants aux bâtiments en cas d’alternance de périodes de sécheresse et de pluie. 10 % de la superficie communale est en aléa moyen ou fort (54,2 % au niveau départemental et 48,5 % au niveau national). Sur les 185 bâtiments dénombrés sur la commune en 2019,  2 sont en aléa moyen ou fort, soit 1 %, à comparer aux 57 % au niveau départemental et 54 % au niveau national. Une cartographie de l'exposition du territoire national au retrait gonflement des sols argileux est disponible sur le site du BRGM,.
Par ailleurs, afin de mieux appréhender le risque d’affaissement de terrain, l'inventaire national des cavités souterraines permet de localiser celles situées sur la commune.
Concernant les mouvements de terrains, la commune a été reconnue en état de catastrophe naturelle au titre des dommages causés par la sécheresse en 2003, 2005 et 2011 et par des mouvements de terrain en 1999 et 2010.

#### Risques technologiques
Le risque de transport de matières dangereuses sur la commune est lié à sa traversée par une ou des infrastructures routières ou ferroviaires importantes ou la présence d'une canalisation de transport d'hydrocarbures. Un accident se produisant sur de telles infrastructures est susceptible d’avoir des effets graves sur les biens, les personnes ou l'environnement, selon la nature du matériau transporté. Des dispositions d’urbanisme peuvent être préconisées en conséquence.

## Histoire
Ternant est mentionnée à partir de la fin du 11ème siècle, lorsqu'une église y fut construite. Ce premier édifice fut remplacé plus tard par l'église actuelle. Une seigneurie fut également mentionnée à Taillant, au 14ème siècle.
De manière générale, la commune a toujours eu un caractère agricole. Cependant, avant l'épidémie de phylloxéra de la fin du 19ème siècle, certaines terres de Ternant servaient également à la viticulture.
La Seconde Guerre mondiale n'a pas épargné Ternant : le 31 juillet 1944, Michel Dubois, un jeune homme de 17 ans, a été fusillé par des soldats allemands près du lieu-dit de la Cigogne. Il aurait appartenu à l'Organisation Civile et Militaire selon l'AFMD. Une stèle a été érigée en sa mémoire.

Les dernières décennies du 20ème siècle ont été marquées par une augmentation conséquente de la population. Les hameaux s'agrandissent, profitant de l'expansion de l'habitat autour de Saint-Jean-d'Angély. Ternant fait désormais partie de l'unité urbaine de Saint-Jean-d'Angély.

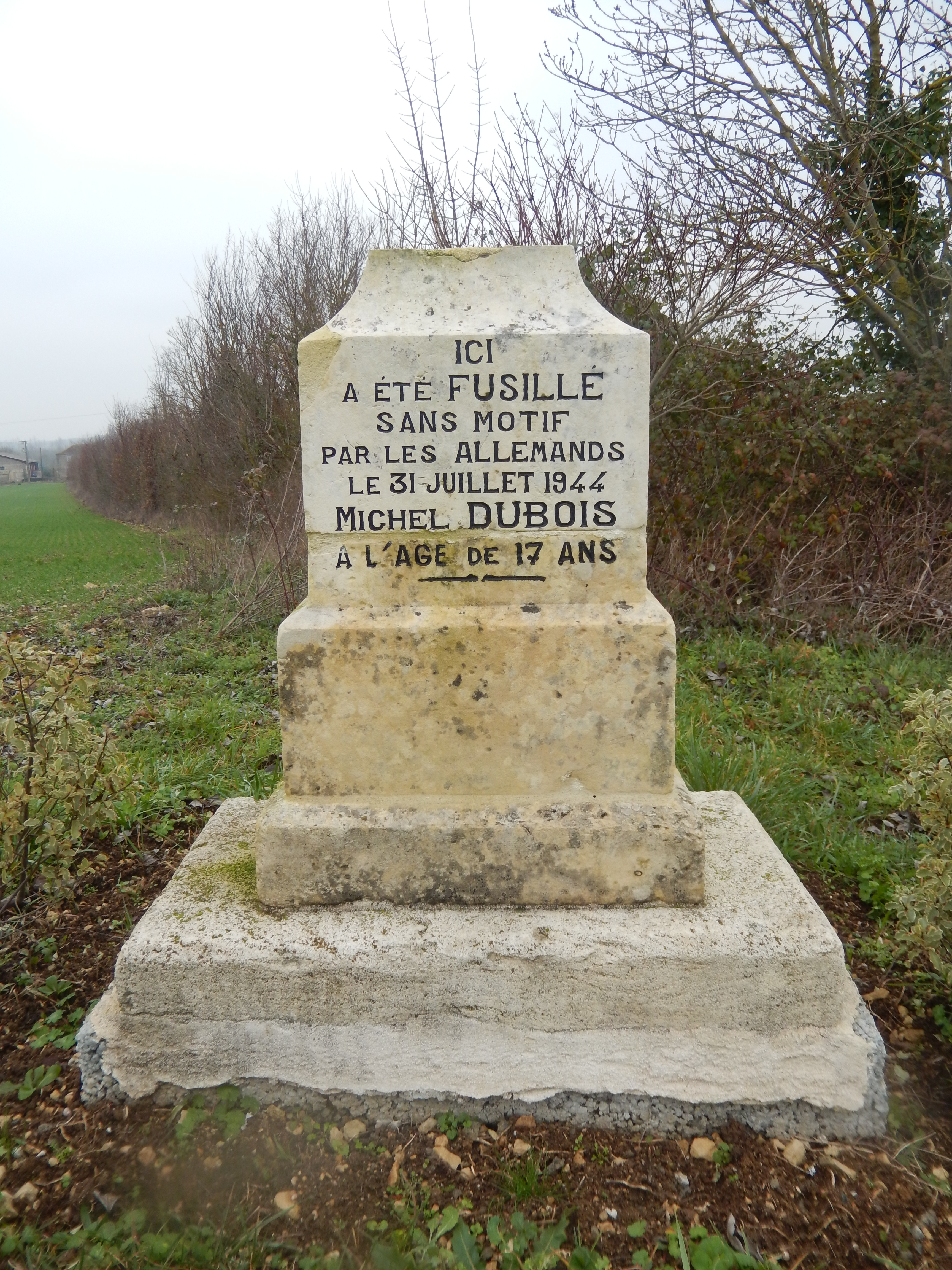
La stèle érigée en souvenir de Michel Dubois.

## Administration
La commune de Ternant est rattachée :
- à la région Nouvelle-Aquitaine ;
- au département de la Charente-Maritime ;
- à l'arrondissement de Saint-Jean-d'Angély ;
- au canton de Saint-Jean-d'Angély.

La commune de Ternant appartient, en outre, à la communauté de communes des Vals de Saintonge.

### Liste des maires
| Période | Période | Identité                 | Étiquette | Qualité                                 |
| ------- | ------- | ------------------------ | --------- | --------------------------------------- |
| 1995    | 2014    | Francis Forgeard-Grignon | UMP       | Président de la CdC de St-Jean-d'Angély |
| 2014    | 2016    | Marie Christine Thibault | SE        | Salariée du secteur médical             |
| 2016    | 2020    | Joël Dabout              | SE        |                                         |
| 2020    |         | Didier Daunizeau         | SE        |                                         |

## Démographie

### Évolution démographique
L'évolution du nombre d'habitants est connue à travers les recensements de la population effectués dans la commune depuis 1793. Pour les communes de moins de 10 000 habitants, une enquête de recensement portant sur toute la population est réalisée tous les cinq ans, les populations de référence des années intermédiaires étant quant à elles estimées par interpolation ou extrapolation. Pour la commune, le premier recensement exhaustif entrant dans le cadre du nouveau dispositif a été réalisé en 2007.

En 2022, la commune comptait 381 habitants, en évolution de +1,33 % par rapport à 2016 (Charente-Maritime : +4,04 %, France hors Mayotte : +2,11 %).
| 1793 | 1800 | 1806 | 1821 | 1831 | 1836 | 1841 | 1846 | 1851 |
| ---- | ---- | ---- | ---- | ---- | ---- | ---- | ---- | ---- |
| 376  | 413  | 163  | 173  | 175  | 200  | 187  | 185  | 183  |

| 1856 | 1861 | 1866 | 1872 | 1876 | 1881 | 1886 | 1891 | 1896 |
| ---- | ---- | ---- | ---- | ---- | ---- | ---- | ---- | ---- |
| 201  | 192  | 217  | 216  | 217  | 208  | 182  | 182  | 175  |

| 1901 | 1906 | 1911 | 1921 | 1926 | 1931 | 1936 | 1946 | 1954 |
| ---- | ---- | ---- | ---- | ---- | ---- | ---- | ---- | ---- |
| 171  | 163  | 152  | 143  | 136  | 143  | 146  | 154  | 189  |

| 1962 | 1968 | 1975 | 1982 | 1990 | 1999 | 2006 | 2007 | 2012 |
| ---- | ---- | ---- | ---- | ---- | ---- | ---- | ---- | ---- |
| 187  | 179  | 198  | 211  | 215  | 237  | 305  | 315  | 370  |

| 2017 | 2022 | - | - | - | - | - | - | - |
| ---- | ---- | - | - | - | - | - | - | - |
| 379  | 381  | - | - | - | - | - | - | - |

## Lieux et monuments
- Chemin de promenades au bord de la Boutonne.
- Église Notre-Dame de la Nativité de la Sainte-Vierge : Cette modeste église reconstruite au XIVe sur une souche ancienne du XIIe siècle avec notamment de vieux matériaux et des pierres peintes à l'extérieur. Le clocher carré à toit en bâtière, extérieur à l'église, repose sur une base qui sert de porche à une entrée latérale en ogive. La façade Ouest présente une niche du XVIe siècle placée au-dessus de la porte d'entrée datant de 1771. La cuve baptismale se présente sous la forme d'une pierre monolithe profondément évidée.

## Entreprises et commerces
Sur l'Avenue de l'Océan, sont situés quelques petites entreprises et commerces :
- Dépôt d'ambulances
- Dépôt de voitures d'occasion
- magasin d'articles pour nourrissons et petite enfance
- cabinet médical.

## Photos

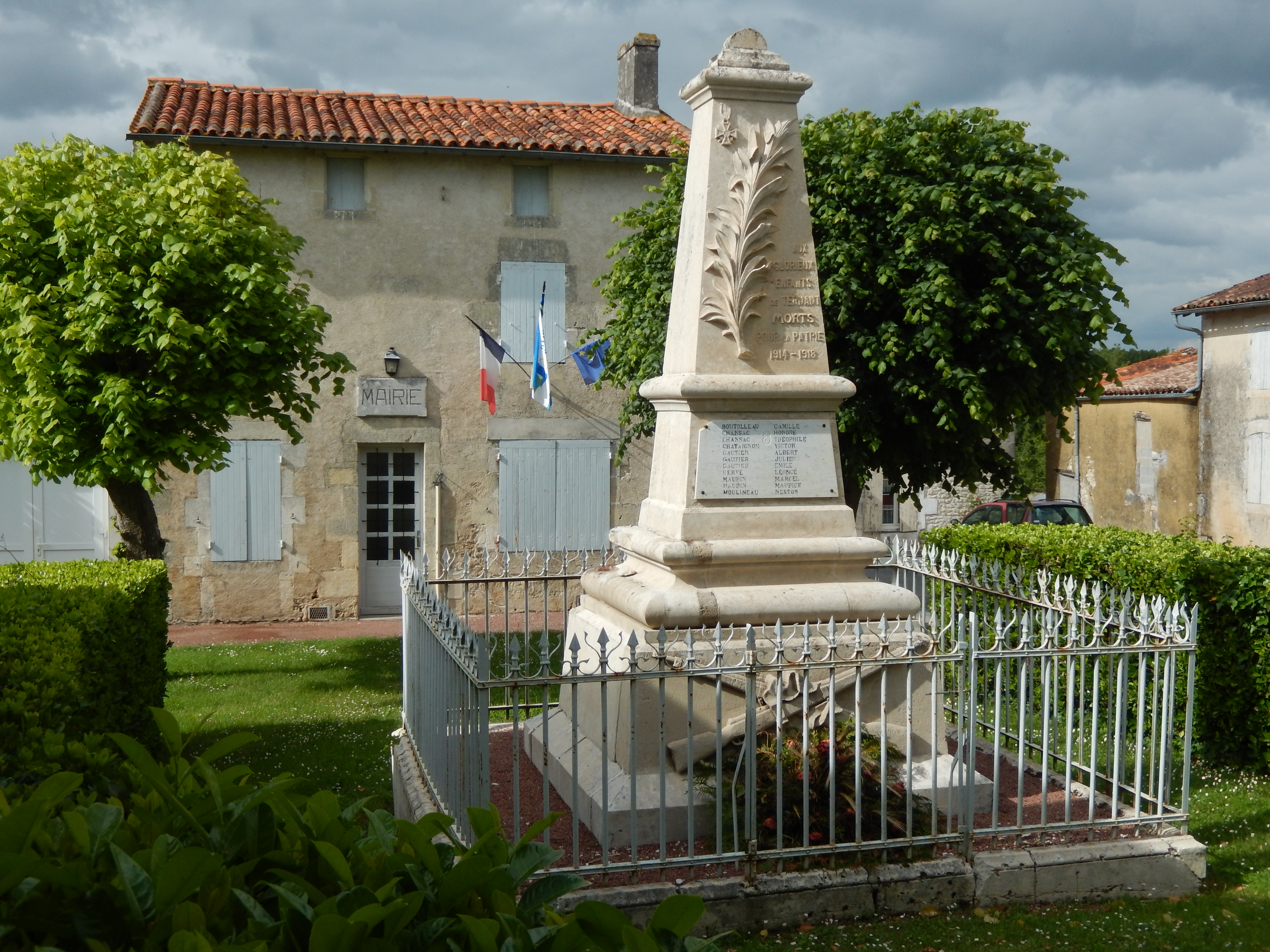
Monument aux mort face à la Mairie
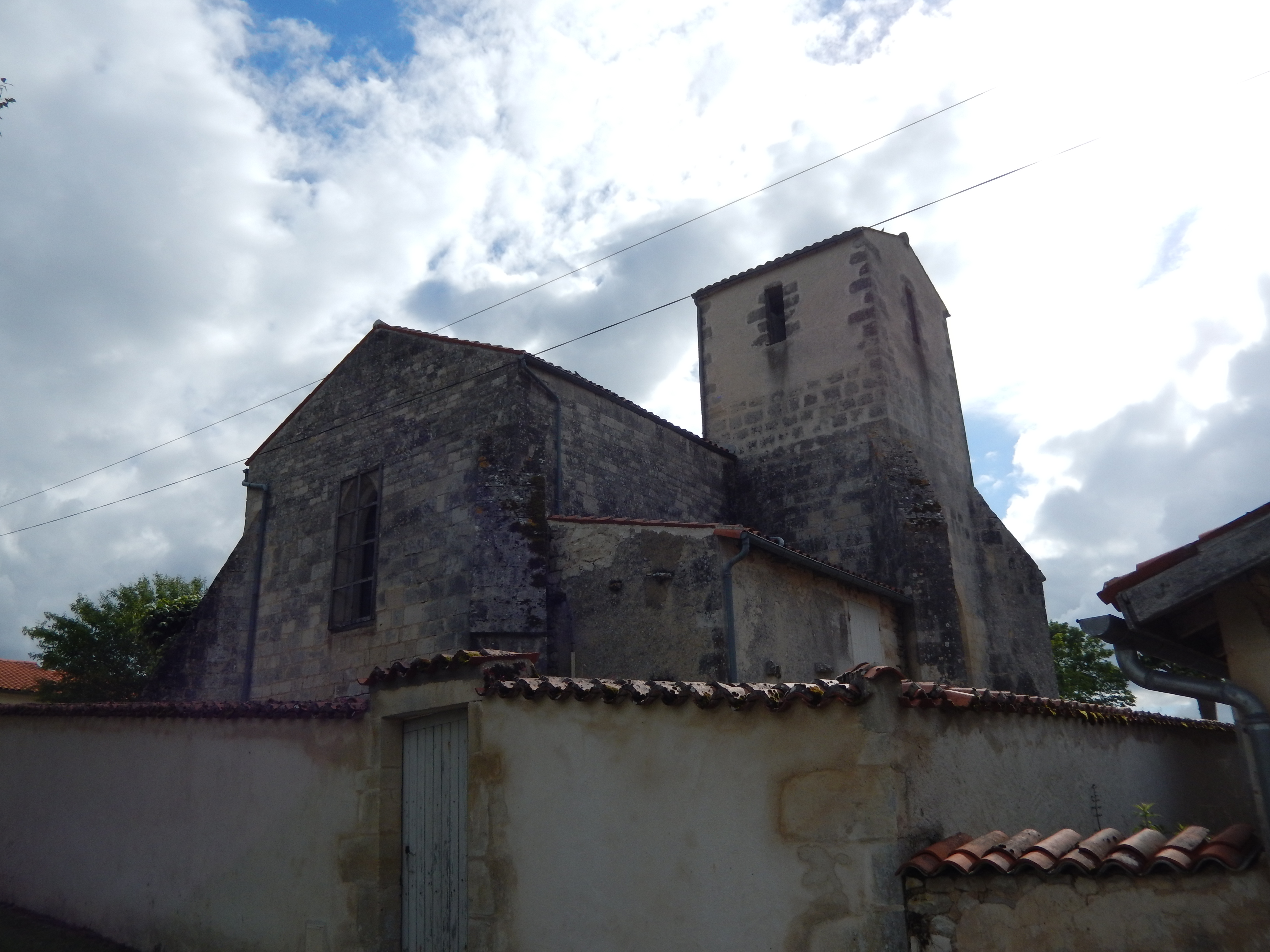
L'église de Ternant, vue arrière
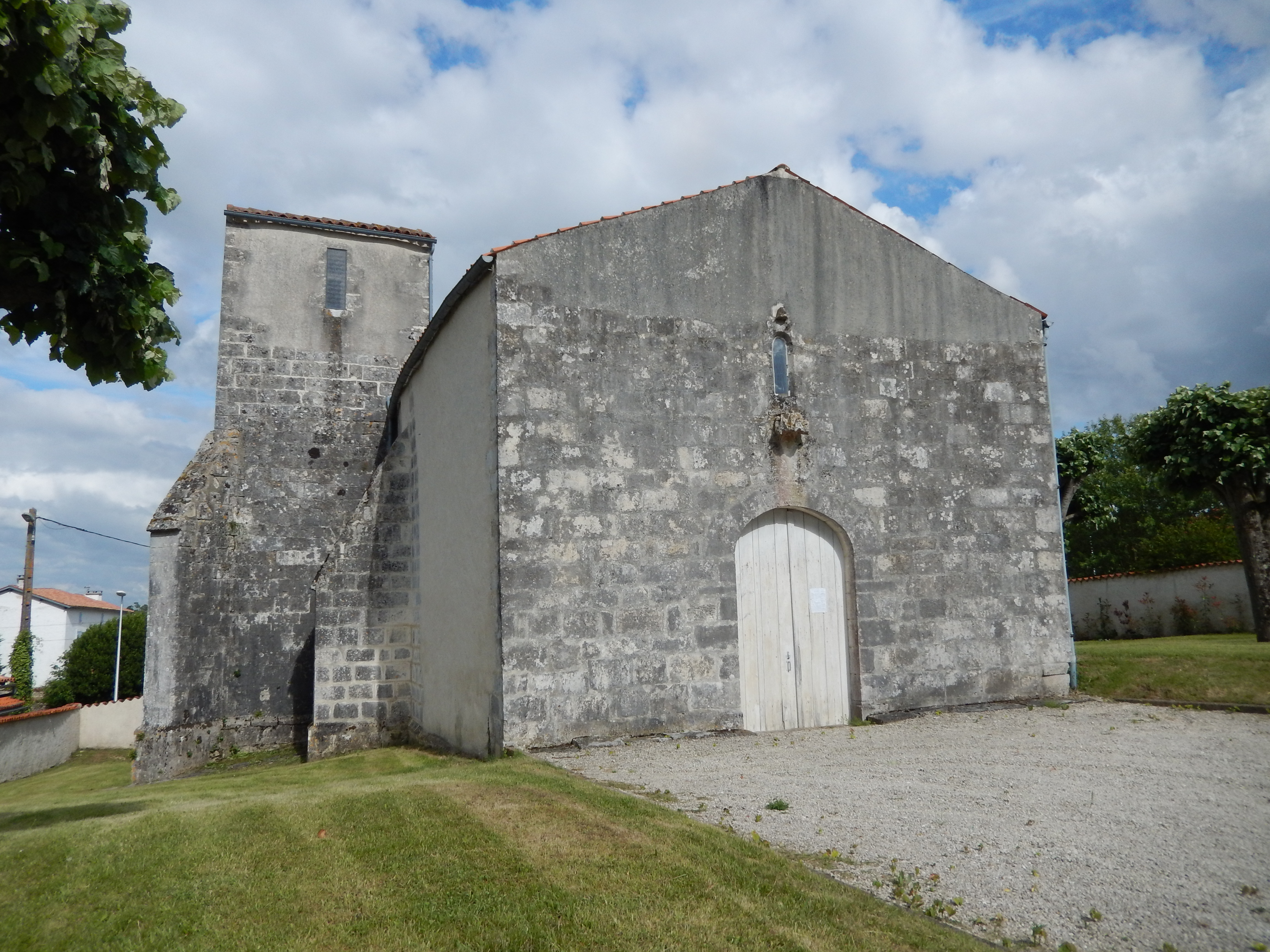
L'entrée de l'église
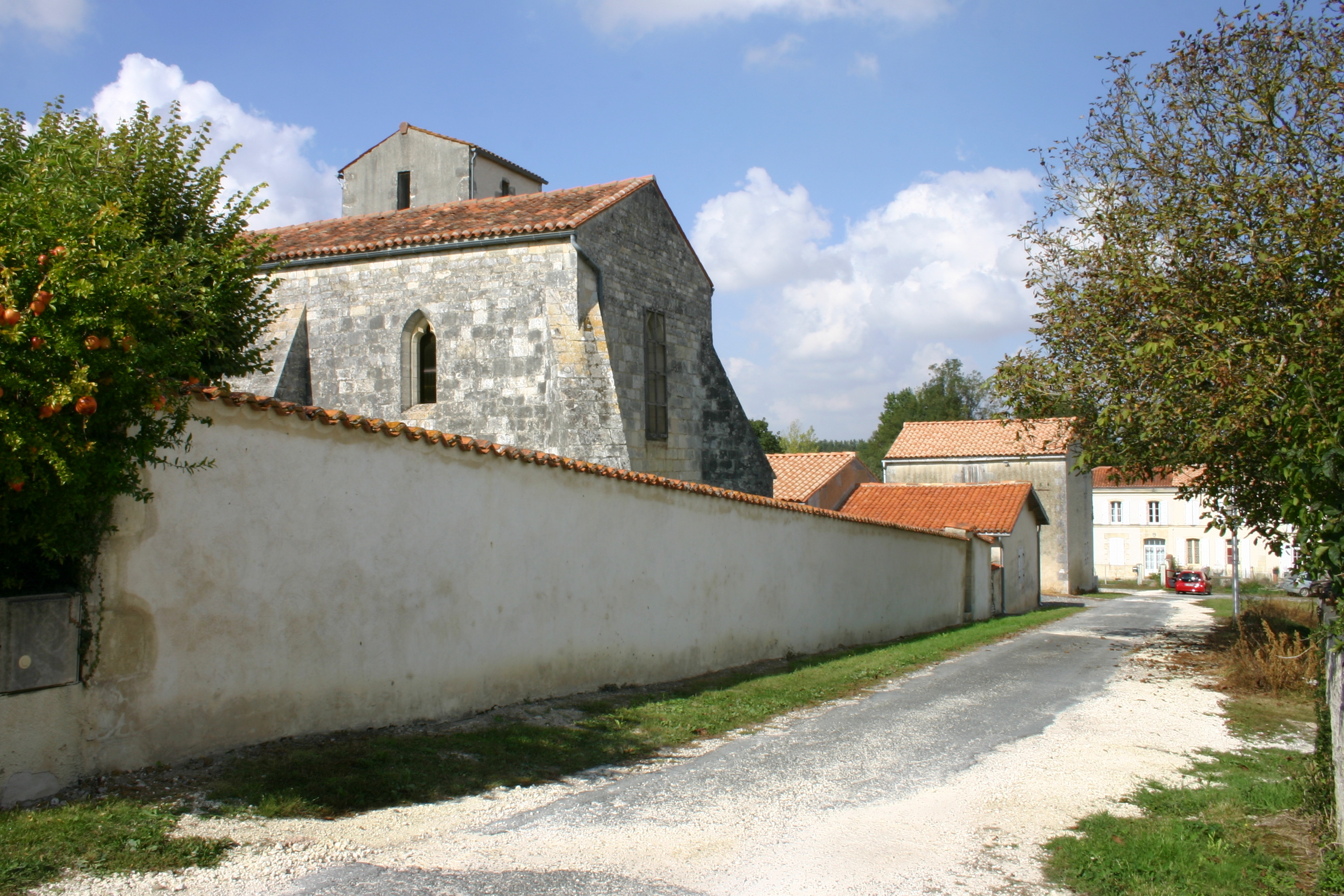
Mur de clôture situé à l'arrière de l'église